# Ожирение в России

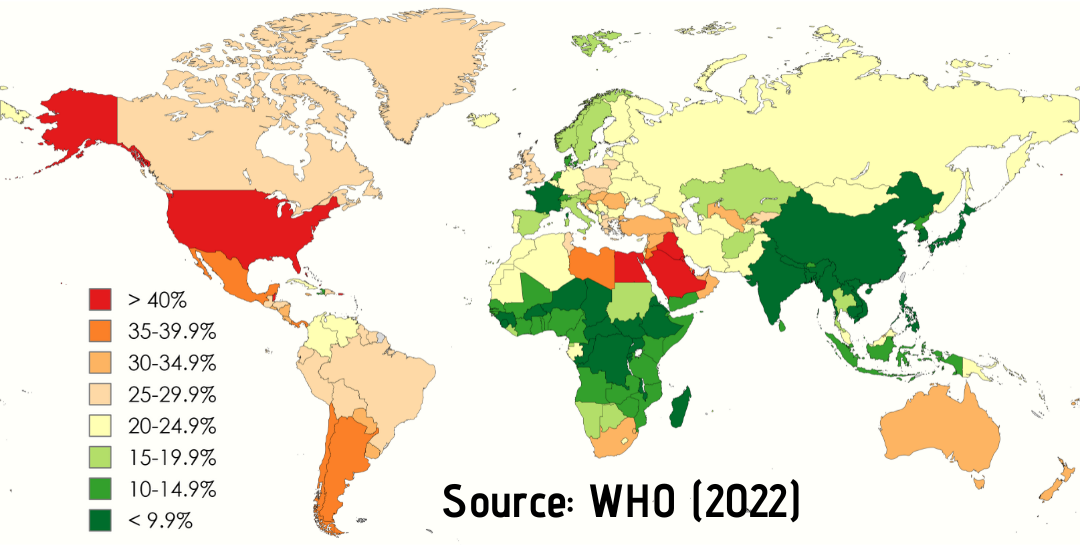
Доля граждан с ожирением в странах мира по данным Всемирной организации здравоохранения (2022)

Ожирение в России — социальная проблема, угрожающая здоровью населения и влекущая экономические потери для страны. Данные о количестве жителей с ожирением разнятся в зависимости от методологии исследований. Понятия «избыточный вес» и «ожирение» основаны на индексе массы тела (ИМТ). Люди с ИМТ 25 и более классифицируются как имеющие избыточный вес, а люди с ИМТ 30 и более — как имеющие ожирение.
По данным Всемирной организации здравоохранения (ВОЗ), в 2014 году средний ИМТ у лиц 18 лет и старше в России составил 26,5: 26,1 для мужчин и 26,8 для женщин. В 2016 году Всемирная книга фактов ЦРУ поставила РФ на 70-е место по распространённости ожирения среди взрослого населения; этот показатель составил 23,1 %. В том же году ВОЗ оценила данный показатель в 25,7 %.
Особенно актуальной проблема ожирения в России стала с началом распространения новой коронавирусной инфекции COVID-19.

## Распространённость

### Общая статистика
По данным Центра профилактической медицины Минздрава России, с 1993 по 2013 годы доля мужчин с ожирением выросла с 11,8 % до 26,6 %, а женщин — с 26,4 % до 30,8 %. Согласно различным исследованиям, с 1993 по 2017 годы доля мужчин с ожирением возросла с 10,8 % до 27,9 %, женщин — с 26,4 % до 31,8 %.
В 2018 году, по данным Росстата, среди россиян старше 19 лет 45,8 млн (40,1 %) человек имели избыточный вес, 24,5 млн (21,6 %) — ожирение, в то время как только 36,3 % жителей не имели никаких проблем с весом. Кроме того, в стране женщин с нормальным весом (38,1 %) больше, чем мужчин (34 %). Однако если мужчины чаще имеют избыточный вес (47,2 % против 35 %), то женщины чаще страдают ожирением (24,7 % против 17,9 %). Наибольшая доля жителей с избыточным весом или ожирением выявлена в Тамбовской области (70,7 % взрослых), за ней следуют Тверская (70 %) и Тульская (69,9 %) области. Наименее остро проблема стоит в Тыве (47,8 %), Чувашии (51,2 %) и Севастополе (53,5 %).
Масштабное исследование, проведённое на основе данных 2018 года под руководством сотрудника Федерального исследовательского центра питания, биотехнологии и безопасности пищи (ФИЦ питания и биотехнологии) Арсения Мартинчика, показало, что ожирение среди лиц в возрасте 19 лет и старше наиболее распространено в Сибирском (27,9 %) и Уральском (26,7 %) федеральных округах. Наиболее высокий показатель у женщин выявлен в Южном федеральном округе, у мужчин — в Сибирском. Реже всего ожирение у лиц обоих полов встречается в Северо-Кавказском федеральном округе. В городах мужчины весят в среднем на 1,3 кг больше, чем в сёлах, между тем городские женщины весят на 2,2 кг меньше, чем сельские жительницы. В целом распространённость ожирения в городских и сельских населённых пунктах снижается с увеличением в них численности населения. Всего в 2018 году из 76 960 обследованных человек в возрасте 19 лет и старше избыточная масса тела, включая ожирение, выявлена у 66,1 % мужчин и 63 % женщин, а ожирение — у 18,8 % мужчин и 27,4 % женщин.
У мужчин частота ожирения последовательно увеличивается с возрастом с 19 до 65 лет и уменьшается в возрастной группе старше 70 лет. У женщин частота ожирения с 19 до 40 лет растёт медленно, затем наблюдается быстрое увеличение до 65 лет и затем, как и у мужчин, следует снижение. У молодых мужчин частота случаев лишнего веса, включая ожирение, составляет 32,3 % в возрасте 19—25 лет и 49,3 % в 25—30 лет, что соответственно на 13,1 % и 20 % выше, чем у женщин того же возраста, причём частота ожирения в данных возрастных группах мужчин и женщин одинакова. Чаще всего избыточный вес, включая ожирение, у мужчин встречается после 40 лет (70—76 %), у женщин — после 50 лет (75—83 %). Ожирение одинаково распространено у мужчин и женщин до 50 лет, между тем в возрастной группе старше 50 лет у женщин оно встречается на 12—16 % чаще, чем у мужчин. После 65 лет частота ожирения уменьшается у лиц обоего пола, но она остаётся намного выше среди женщин. Городские и сельские мужчины во всех возрастных группах от 19 до 70 лет не отличаются по частоте ожирения, в то время как сельские женщины страдают им намного чаще, чем городские жительницы. У мужчин доля лиц с ожирением почти не зависит от образования, а женщины с высшим образованием сталкиваются с ожирением существенно меньше, чем женщины с более низким уровнем образования.
Наконец, исследовательский коллектив во главе с Мартинчиком выявил прирост распространённости избыточной массы тела с 2012 по 2018 годы у мужчин на 10,2 % и у женщин на 6,2 %. В общей сложности частота избыточной массы тела возросла на 7,8 % и составила 40,3 %. У мужчин частота ожирения увеличилась на 0,9 %, у женщин она снизилась на 3,3 %, в конечном счёте во всём взрослом населении частота ожирения уменьшилась на 1,4 %. В то же время авторы считают, что нельзя уверенно утверждать о тенденции снижения распространения ожирения за данный период.
В октябре 2020 года глава Роспотребнадзора Анна Попова доложила, что среди жителей России 19 % мужчин и 27,6 % женщин страдают ожирением, в целом лишний вес имеют 47,6 % мужчин и 35,6 % женщин. В мае 2021 года академик Российской академии наук Виктор Малеев заявил, что 50 % жителей страны имеют избыточный вес. По оценке доктора медицинских наук и директора ФИЦ питания и биотехнологии Дмитрия Никитюка, суммарно более 60 % детского и взрослого населения России (63 % мужского пола и 60 % женского пола) имеют избыточную массу тела и алиментарное ожирение разных степеней.
В 2022 году эксперты Высшей школы экономики в Санкт-Петербурге на основе Российского мониторинга экономического положения и здоровья населения рассчитали, что средний индекс массы тела россиян в 2014 году достиг своего максимума — 26,61 и перестал расти. В течение 2015 и 2016 годов он снижался, потом снова рос, однако предыдущего пика не достиг, между тем средний ИМТ по стране снизился с 26,59 в 2019 году до 26,56 в 2020 году, что объясняется влиянием распространения COVID-19. Также в 2022 году крупное исследование NATION, проведённое под эгидой Национального медицинского исследовательского центра эндокринологии Минздрава России (НМИЦ эндокринологии), показало, что доля лиц с ожирением в стране достигла 30 % — около 40 миллионов человек. Согласно докладу ВОЗ о проблеме ожирения в Европе 2022 года, более половины взрослого населения страны (около 55,5%) страдает от лишнего веса.
При этом неуклонно растёт численность людей с ожирением, обращающихся с этой проблемой к врачам: в 2010 году было зарегистрировано 1,2 млн человек с ожирением, в 2017 году — 1,9 млн. С 2013 по 2017 годы доля россиян с ожирением, стоящих на учёте, увеличилась с 0,99 % до 1,32 %. В 2019 году, по данным Министерства здравоохранения Российской Федерации, в стране стояли на учёте 2,1 млн пациентов с диагнозом «ожирение», что больше показателя 2018 года на 172 тысячи. Больше всего людей с диагностированным ожирением проживало в Алтайском крае (5539,4 зарегистрированных случая на 100 000 человек), Ямало-Ненецком автономном округе (3527,2 на 100 000), Тюменской (2860,2 на 100 000), Курганской (2714 на 100 000) и Самарской (2667,1 на 100 000) областях, меньше всего — в Приморском крае (549,2 на 100 000), Москве (607,7 на 100 000), Кабардино-Балкарии (618,1 на 100 000) и Еврейской автономной области (685,4 на 100 000).

### Среди детей и подростков
В сентябре 2021 года вице-премьер Татьяна Голикова сообщила, что по итогам 2020 года ожирение среди детей в стране составило 1318 случаев на 100 000 населения, среди подростков — 3075 случаев на 100 000 населения, что в 2,3 раза выше. За последние 10 лет среднегодовой темп прироста ожирения у детей составил 9 % в год, у подростков — 7,6 % в год. Среди школьников избыточная масса тела выявлена у 18 %, ожирение — у 8 %. В некоторых субъектах РФ доля детей с избыточной массой тела в начальной школе выше 30 %. Среди мальчиков ожирение встречается чаще. Россия занимает 14-е место в мире по числу детей с ожирением, при этом 21-е место по девочкам и 9-е место по мальчикам. По оценке детского эндокринолога и научного сотрудника НМИЦ эндокринологии Павла Окорокова, доля детей с ожирением варьируется в зависимости от региона и составляет от 5 % до 10 %. В среднем у 20 % российских детей есть избыточный вес, у 6,6 % — ожирение. К группе риске он отнёс мальчиков-подростков от 12 лет. У 80 % детей, столкнувшихся с ожирением или лишним весом, эти проблемы сохраняются во взрослом возрасте. В целом частота случаев ожирения у детей, как и у взрослых, в России медленно увеличивается. Согласно докладу ООН 2022 года, ожирением страдает почти 10% детей. Лишний вес был отмечен почти у 30% мальчиков и 26% девочек. При этом было отмечено, что у родителей с высшим образованием тенденции к ожирению у детей проявляются меньше, чем у родителей, не имеющих высшего образования.

### Этнический фактор
Анализ распространённости ожирения в Республике Дагестан (2006) и Чувашской Республике (2012) показал, что оно чаще встречается у представителей русской национальности. Так, ожирение выявили у 22,8 % русских жителей Дагестана, в то время как среди других народов республики этот показатель составил от 7,3 % до 18,1 %. В Чувашии ожирение затронуло 7,7 % русских мужчин и 6,1 % чувашских, 23 % русских женщин и 11,2 % чувашских.

## Причины
По словам специалистов, ожирение — многофакторное состояние. В число его основных причин входят избыточная калорийность рациона, большая доля в нём простых углеводов, добавленного сахара и жиров при гиподинамии. Проблема ожирения связывается также с резким изменением образа жизни в последние десятилетия. Другими предпосылками служат хронический стресс и рафинированная пища.
В 2018 году группа исследователей, возглавляемая профессором Российского государственного социального университета Ириной Лесковой, рассмотрела влияние стресса и других факторов на набор веса населением. Они отмечают, что в 1990-х годах россияне полнели из-за изменений во всех областях жизни, снижения её качества, быстрого роста бедности и безработицы, неопределённости, прочих стрессов. На протяжении данного десятилетия менялись парадигма питания и семейные пищевые традиции, рацион питания, появились доступные и дешёвые продукты, полуфабрикаты, родители стали меньше следить за питанием детей, для школьников возросла доступность нездоровой еды, у подростков появилась привычка утолять жажду сладкими газированными напитками и соками. Отдельно указывается на более частое использование работающими матерями искусственных смесей для вскармливания грудных детей, которое, по мнению авторов, повлияло на рост эпидемии ожирения среди детей и, следовательно, взрослых. Другим серьёзным фактором распространения ожирения является недостаток физической активности: большинство россиян, особенно в городах, ведут малоподвижный образ жизни.
Похожий коллектив исследователей констатирует, что стресс и стрессогенная социокультурная среда при изобилии пищи, отрицательные эмоции вынуждают находиться в постоянном нервном напряжении и прямо способствуют набору лишнего веса, а в сочетании с малоподвижным образом жизни стресс становится фактором распространения среди россиян различных форм ожирения.
Согласно данным опросов Росстата 2018 года, почти 66 % россиян заявляют, что знают, каким должен быть суточный рацион и здоровый режим, однако соблюдают их 38,4 % опрошенных. Как отмечал «Тинькофф Журнал», даже из этих людей, скорее всего, большинство врут или заблуждаются, поскольку, если полагаться на доклады Росстата, только 12 % мужчин и 13 % женщин ежедневно потребляют необходимые 400 граммов фруктов и овощей. Относительно вредных пищевых привычек известно, что 32,5 % мужчин и 16 % женщин наедаются перед сном, а 20 % жителей страны часто заменяют полноценный приём перекусами: 29,9 % мужчин и 17 % женщин.
По данным Росстата, в 2019 году систематически спортом занимались 27,5 % жителей (40,3 млн человек), причём мужчины уделяют своему физическому состоянию больше, чем женщины (32,9 % против 23,3 %). Среди россиян с высоким доходом занимаются спортом 42,5 %, со средним — 27,4 %, с низким — 11,2 %. Также известно, что с возрастом граждане всё меньше времени уделяют физической активности: 53,6 % в возрастной группе 20—24 года, 44,3 % в группе 25—29 лет, 37,5 % в группе 30—39 лет, 27,6 % в группе 40—49 лет, 17,8 % в группе 50—59 лет и 12,6 % среди тех, кому 60 лет и более.
По мнению профессора Высшей школы экономики Марины Колосницыной, показатель индекса массы тела связан с динамикой благосостояния: в России, как и в других странах мира, вес людей обычно увеличивается по мере роста ВВП на душу населения, пока страна преодолевает бедность. Однако Россия ещё не попала в группу стран с высоким уровнем жизни и снижением веса. Как считает ведущий эксперт Центра макроэкономического анализа и краткосрочного прогнозирования Игорь Поляков, динамика ИМТ россиян связана с изменением потребления: если в 1990-е годы в стране наблюдалась проблема недоедания, прежде всего у детей и подростков, связанная с экономическим кризисом, нехваткой денег и неразвитой структурой торговли, то в 2000-е годы проявился отложенный спрос в виде быстрого роста потребления доступных для широких слоёв населения мясных продуктов не лучшего качества, из-за чего появилась проблема переедания и повышенного ИМТ. Данный процесс продолжался до 2012—2014 годов.

## Риски и угрозы
Избыточный вес, особенно ожирение, увеличивает риск возникновения сердечно-сосудистых, онкологических и метаболических заболеваний, сахарного диабета 2-го типа и в целом уменьшает качество и продолжительность жизни. Ожирение населения вызывает существенные потери в экономике государства. Люди с избыточным весом раньше перестают работать из-за инвалидности, у них меньше производительность труда, они раньше умирают. В НМИЦ эндокринологии заявляли, что если не принять срочных мер, то в ближайшие 30 лет в России будут умирать более 200 тысяч человек в год по причинам, связанным с лишним весом. По этим же причинам ожидается ежегодная потеря почти 4 % ВВП России. Так, сахарный диабет 2-го типа, являющийся следствием запущенного ожирения, приводит к увеличению временной потери трудоспособности на 3,4 %.
Ожирение является фактором риска бесплодия как у мужчин, так и у женщин. При этом подробно изучено влияние ожирения на репродуктивное здоровье женщин. Согласно ВОЗ, риск развития репродуктивных заболеваний прямо коррелирует с наличием повышенного индекса массы тела. У беременных женщин с ожирением выше риски невынашивания, преждевременных и запоздалых родов, аномалий родовой деятельности, родового травматизма, развития внутриутробной гипоксии плода, других недугов. Частота тяжёлых перинатальных исходов выше среди женщин с ожирением, чем с нормальной массой тела. Здоровье будущего ребёнка у матери с ожирением также подвергается рискам, например более высокий шанс рождения крупного плода (вес более 4 кг) и развития у ребёнка нарушений нервной системы (синдром дефицита внимания и гиперактивности, расстройство аутистического спектра). Ввиду этих данных Елена Андреева, Екатерина Шереметьева и Валентина Фурсенко из НМИЦ эндокринологии утверждают, что женщины репродуктивного возраста с избыточной массой тела, включая ожирение, могут негативно повлиять на статистику рождаемости в РФ и определить будущее здоровье детей, поэтому снижение веса для данной группы населения имеет социальное значение.

## Меры противодействия
В январе 2019 года в России стартовал национальный проект «Здравоохранение», часть которого посвящена продвижению здорового образа жизни, включая занятие спортом, снижение употребления алкоголя, табака и соли, а также регулирование потребления продуктов питания. По словам министра здравоохранения Вероники Скворцовой, такая популяционная профилактика обеспечивает около 30—40 % общего профилактического вклада в снижение смертности от неинфекционных заболеваний, однако для проявления положительных результатов требуется не менее 5—7 лет реализации.
Просвещением населения касательно правильного пищевого поведения занимается Роспотребнадзор. В рамках национального проекта «Демография» ведомство поддерживает портал здоровое-питание.рф, на котором собраны многочисленные программы для снижения или удержания веса и для здоровых людей, и для людей с хроническими заболеваниями, публикуются материалы, посвящённые вопросам корректировки веса, лекции и рецепты.
К 2021 году во всех лечебных учреждениях России введено обязательное внесение ИМТ ребёнка в амбулаторные карты и постановка на диспансерный учёт детей с ожирением. В 2022 году при НМИЦ эндокринологии в Москве открылась Школа лечения ожирения, где люди с избыточным весом могут получить помощь. Похожие занятия планируют проводить в эндокринологических центрах более чем в 25 регионах страны. В том же году Новосибирский научно-исследовательский институт гигиены Роспотребнадзора разработал санитарно-просветительскую программу «Основы здорового питания для детей школьного возраста», в рамках которой у школьников собираются сведения о росте, весе и других показателях, определяются возможные риски, далее специалисты сообщают о них родителям и дают рекомендации по улучшению здоровья ребёнка. Затем детям с родителями следует оценить калорийность питания и уровень активности и выяснить, что необходимо изменить в рационе. Программу планируется реализовать в школах Новосибирской, Томской, Иркутской областей, Хакасии и Тывы, после отработки и оптимизации возможно её принятие на всей территории РФ.